# Apicia subsinuosa
Apicia subsinuosa är en fjärilsart som beskrevs av George Francis Hampson. Apicia subsinuosa ingår i släktet Apicia och familjen mätare. Inga underarter finns listade i Catalogue of Life.